# Hein Kien
Hendrik Nicolaas (Hein) Kien (Den Haag, 19 december 1923 – Voorschoten, 16 augustus 2011) was een Nederlands muziekpedagoog.
Hij was zoon van Elizabeth Eleanor Penney en directeur van een handelsbedrijf Willem Kien. Broer Peter Jan Kien en echtgenote Jitske Kien-Faber waren beiden drager van het verzetsherdenkingskruis. Hein was getrouwd met C.M. (Ineke) Vermaas.
Hein Kien doorliep het Christelijk Gymnasium van Den Haag. Zonder verdere berichten werd hij in 1959 benoemd tot leraar contrapunt en harmonieleer aan het Haags Conservatorium. Hein zou veelal op de achtergrond blijven, dat in tegenstelling tot de toen eveneens benoemde leraar blokfluit Frans Brüggen. Later zou dat uitgebreid worden tot het kennisgebied muziektheorie (en algemene muziekleer), een vak waarin zijn echtgenote Ineke Vermaas ook les gaf aan dat conservatorium. Hun namen werden tot in de jaren tachtig genoemd als onderdeel van het lerarenkorps. Onder hun leerlingen bevonden/bevinden zich Pierre Abbink Spaink, Cornelis de Bondt, Diderik Wagenaar en Theo Verbey.